# Ralf Dahrendorf
Ralf Dahrendorf nombre abreviado de Ralf Gustav Dahrendorf, Barón de Dahrendorf (Hamburgo, 1 de mayo de 1929 - Colonia, 17 de junio de 2009) fue un sociólogo, filósofo, politólogo y político germano-británico. Es considerado uno de los autores fundadores de la teoría del conflicto social.  Fue caballero comendador de la Orden del Imperio Británico y  miembro (fellowship) de la Academia Británica (British Academy o FBA).

## Biografía
Estudió filosofía filología clásica y sociología en Hamburgo entre 1947 y 1952, consiguiendo el doctorado en esta universidad este último año. Amplió seguidamente estudios en la London School of Economics. Más tarde se dedicó a la docencia: en 1957 empezó en la Universidad de Hamburgo; en 1960 fue a la Universidad de Tubinga; en 1966 a la de Constanza, donde estuvo hasta 1969. De su labor destaca su aportación para la creación de la Comunidad Europea. Es autor de importantes trabajos como Clases y conflictos de clases en la sociedad industrial (1973), donde analizó los problemas de la sociedad postcapitalista. Su último libro publicado en español es El recomienzo de la historia. De la caída del muro a la guerra de Irak (Katz Editores, 2007).
Entre 1974 y 1984 fue director del London School of Economics y entre 1987 y 1997 fue Decano de St. Anthony's College en la Universidad de Oxford.
En 1989 le fue conferido el Sigmund-Freud-Preis für wissenschaftliche Prosa.
En 1993 fue nombrado Sir con el título de Barón Dahrendorf de Clare Market, en la Ciudad de Westminster, por la reina Isabel II del Reino Unido. En 2007 recibe el Premio Príncipe de Asturias de Ciencias Sociales.
Ha recibido más de una veintena de doctorados honoris causa de universidades del Reino Unido, Irlanda, Bélgica, Italia y Estados Unidos de América, entre otras.
Falleció en Colonia (Alemania) el 17 de junio de 2009.

## Pensamiento
Dahrendorf se define como un defensor del liberalismo, pero con algunos matices. Cree que hay que proponer medidas eficientes para la que denomina la subclase de los excluidos, pero al mismo tiempo advierte de las deficiencias de la intervención estatal. Se deja ver la influencia de uno de sus maestros, Karl Popper, sobre todo en su oposición a las propuestas idealistas de configuración de los cuerpos sociales, sin que ello le lleve a abstenerse de buscar mejoras. Por eso, tal vez lo que se puede concluir con su argumentación es la insuficiencia de una visión meramente descriptiva de la realidad social.
Dahrendorf desconfía de las iniciativas públicas, porque con ellas se comienza a escurrir la sociedad por el plano inclinado que lleva al totalitarismo. No está de acuerdo ni con el institucionalismo moralizante de la izquierda, ni con las mezclas ambiguas de la Tercera Vía de Anthony Giddens. Arremete sin escrúpulos contra el comunitarismo: a su juicio, termina en la exaltación de la nación y de las particularidades culturales.

## Las clases sociales y su conflicto en la sociedad industrial
En 1959, Dahrendorf publicó en su trabajo más influyente sobre la desigualdad social, titulado Class and Class Conflict in Industrial Society. A pesar de revisiones y afirmaciones posteriores de su trabajo, hoy este libro sigue siendo su primer relato detallado e influyente sobre el problema de la desigualdad social en las sociedades modernas o poscapitalistas.
Al analizar y evaluar los argumentos del funcionalismo estructural y el marxismo, Dahrendorf creía que la teoría por sí sola no podía explicar la totalidad de la sociedad. El marxismo no dio cuenta de las evidencias de integración y cohesión social. El funcionalismo estructural, por otro lado, no se enfocó lo suficiente en el conflicto social. También afirmó que Marx definió la clase en un contexto demasiado estrecho e históricamente específico. Durante el tiempo de Marx, la riqueza fue el factor determinante para alcanzar el poder. Los ricos -y, por lo tanto, los poderosos- gobernaron, sin dejar a los pobres obtener ningún poder o aumentar su posición en la sociedad.
Basándose en aspectos del marxismo y de los funcionalistas estructurales para formar sus propias creencias, Dahrendorf destacó los cambios que han ocurrido en la sociedad moderna. Dahrendorf creía en dos enfoques de la sociedad, el utópico y el racionalista. Si bien él cree que ambas son perspectivas sociales, el enfoque utópico es más evidente en la sociedad moderna, dejando a Dahrendorf crear un equilibrio entre los dos puntos de vista.
Dahrendorf discute las utopías literarias para mostrar que la idea estructural-funcionalista del sistema social es en sí misma una utopía porque posee todas las características necesarias. Específicamente la democracia llevó a votar por los partidos políticos y una mayor movilidad social. Cree que la lucha por la autoridad crea conflicto. Además, cree que el marxismo tradicional ignora el consenso y la integración en las estructuras sociales modernas. La teoría de Dahrendorf definió la clase no en términos de riqueza como Marx, sino por niveles de autoridad. Dahrendorf combina elementos de ambas perspectivas para desarrollar su propia teoría sobre el conflicto de clases en la sociedad poscapitalista.

## La teoría de Dahrendorf sobre el conflicto de clase
Como sociólogo, Dahrendorf cultivó y desarrolló la teoría del conflicto. Se dice que esta nueva teoría tuvo lugar en reacción al funcionalismo estructural y, en muchos sentidos, representa su antítesis. La teoría del conflicto intenta combinar el funcionalismo estructural y el marxismo. Según Dahrendorf, el funcionalismo es beneficioso al tratar de comprender el consenso, mientras que la teoría del conflicto se utiliza para comprender el conflicto y la coacción. Para entender el funcionalismo estructural, estudiamos a cuatro autores: Davis y Moore, Parsons y Merton. Dahrendorf afirma que el capitalismo ha experimentado cambios importantes desde que Marx desarrolló inicialmente su teoría sobre el conflicto de clases. Este nuevo sistema de capitalismo, que él identifica como postcapitalismo, se caracteriza por una estructura de clases diversa y un sistema fluido de relaciones de poder. Por lo tanto, involucra un sistema de desigualdad mucho más complejo de lo que Marx originalmente delineó. Dahrendorf sostiene que la sociedad poscapitalista ha institucionalizado el conflicto de clases en las esferas estatales y económicas. Por ejemplo, el conflicto de clase se ha canalizado a través de los sindicatos, la negociación colectiva, el sistema judicial y el debate legislativo. En efecto, la severa lucha de clases típica de la época de Marx ya no es relevante. 
Los teóricos del conflicto, y por lo tanto Dahrendorf, a menudo adoptan el punto de vista opuesto a los funcionalistas. Mientras que los funcionalistas creen que la sociedad oscila muy poco, los teóricos del conflicto dijeron que cada sociedad en cada punto está sujeta a un proceso de cambio. Dahrendorf cree que hay "disensión y conflicto en todos los puntos de la vida social" y "muchos elementos sociales que contribuyen a la desintegración y el cambio". Cree que el orden proviene de la coacción de los que están en la cima. Considerando que el poder es un factor importante en el orden social, Dahrendorf cree que tanto la teoría del conflicto como la teoría del consenso son necesarias porque reflejan las dos partes de la sociedad.
Al desarrollar su teoría del conflicto, Dahrendorf reconoció que la teoría del consenso también era necesaria para reflejar plenamente a la sociedad. La teoría del consenso se centra en la integración del valor en la sociedad, mientras que la teoría del conflicto se centra en los conflictos de intereses y la fuerza que mantiene unida a la sociedad a pesar de estas tensiones. En el pasado, el funcionalismo estructural era la teoría dominante en sociología, hasta que la teoría del conflicto apareció como su mayor desafío. Sin embargo, tanto el funcionalismo estructural como la teoría del conflicto han recibido críticas importantes. De hecho, Dahrendorf afirmó que tiene que haber consenso para tener conflicto, ya que dijo que los dos eran requisitos previos el uno para el otro. Lo contrario también es cierto, ya que él creía que el conflicto puede resultar en cohesión y consenso. Sin embargo, Dahrendorf no creía que las dos teorías se pudieran combinar en una teoría coherente e integral. En cambio, la tesis de Dahrendorf fue que "la distribución diferencial de la autoridad invariablemente se convierte en el factor determinante de los conflictos sociales sistemáticos".
Dahrendorf creía que la teoría de Marx podría actualizarse para reflejar la sociedad moderna y la sociedad romana. Rechaza el sistema de dos clases de Marx como demasiado simplista y demasiado centrado en la propiedad. Debido al aumento de la sociedad anónima, la propiedad no necesariamente refleja el control de la producción económica en la sociedad moderna. En lugar de describir las diferencias fundamentales de clase en términos de propiedad, Dahrendorf afirma que debemos "reemplazar la posesión, o la no posesión, de propiedad privada efectiva mediante el ejercicio de, o la exclusión de, la autoridad como criterio de formación de clase". Un componente crucial de la teoría del conflicto de Dahrendorf es la idea de autoridad. Aunque inicialmente parece ser una cuestión individual y psicológica, Dahrendorf argumenta que la autoridad está relacionada con las posiciones, no con los individuos. De esta manera, la subordinación y la autoridad son productos de las expectativas especificadas por la sociedad, y si no se cumplen esos roles, se imponen sanciones. Dahrendorf amplía esta idea con la noción de que los roles de autoridad pueden entrar en conflicto cuando se encuentran en diferentes posiciones que requieren diferentes cosas. Según Dahrendorf, estas diferentes áreas definidas de la sociedad donde los roles de las personas pueden ser diferentes se llaman asociaciones imperativamente coordinadas. Los grupos de la sociedad agrupados en diferentes asociaciones están unidos por sus intereses comunes. Dahrendorf explica que los intereses latentes son los intereses naturales que surgen inconscientemente en el conflicto entre superordinados y subordinados. Él define los intereses manifiestos como intereses latentes cuando se realizan. En conclusión, Dahrendorf cree que entender la autoridad es la clave para entender el conflicto social.
Dahrendorf, al igual que Merton, examinó los intereses latentes y manifiestos y los clasificó como intereses inconscientes y conscientes. Encontró que la conexión entre estos dos conceptos era problemática para la teoría del conflicto. Dahrendorf creía que la base del conflicto de clase era la división en tres grupos de la sociedad: cuasi grupos, grupos de interés y grupos de conflicto. Por lo tanto, la sociedad se puede dividir en la "clase dominante" y la "clase obediente". La clase dominante ejerce autoridad, mientras que la clase obediente no solo no tiene autoridad, sino que también está subordinada a la de los demás. Con una clara interacción entre ambos tipos de clases, la teoría de conflictos de clase buscó explicar esa interacción.
Los cuasi grupos son "agregados de titulares de cargos con intereses de roles idénticos". Los grupos de interés se derivan de los cuasi grupos y están organizados con miembros, una organización y un programa u objetivo. La principal diferencia entre cuasi grupos y grupos de interés es que los grupos de interés pueden organizarse y tener un sentido de "pertenencia" o identidad. Darhendorf reconoció que otras condiciones como la política, el personal adecuado y el reclutamiento jugarían un rol junto con los grupos. También creía que, bajo circunstancias ideales, el conflicto podría explicarse sin referencia a otras variables. En contraste con las ideas de Lewis Coser de que las funciones de conflicto mantienen el statu quo, Dahrendorf cree que ese conflicto también conduce a un cambio (en la estructura social) y al desarrollo. Su creencia en una sociedad cambiante separó las ideas de Dahrendorf de las de Marx que apoyaban el concepto de una utopía.

## Perspectivas de Marx y Dahrendorf sobre la formación de las clases
Marx creía que el elemento gravitacional de la Historia era la lucha de clases. Marx definió la clase por la diferencia entre la clase dominante y la que es dominada por esta. Creía que en la sociedad moderna había tres tipos de clases: capitalistas, trabajadores y pequeña burguesía. El proletariado y la burguesía son los pilares en la formación de las clases. Marx creía que la batalla entre las diferentes clases formaba el concepto de fenómeno de clase.
Marx entendió que hay dos clases: los gobernantes, que son quienes tienen la propiedad de los medios de producción, y los gobernados, propietarios únicamente de su fuerza de trabajo. Toda sociedad necesita ambos. La radicalización de los conflictos entre ellos, son los que causarían la destrucción del orden social existente, siendo reemplazado éste por uno nuevo.
Por otro lado, Dahrendorf creía que la formación de clases originaba la organización de intereses comunes. Esto significa además que se supone que las personas que ocupan puestos de autoridad controlan la subordinación, lo que significa que las sanciones pueden aplicarse contra personas que no obedecen los mandatos de la autoridad, lo que da lugar a multas y castigos adicionales. Dahrendorf argumenta que la sociedad está compuesta de unidades múltiples que se llaman asociaciones imperativamente coordinadas. Vio el conflicto social como la diferencia entre los grupos dominantes y los sujetos en asociaciones imperativamente coordinadas. 
Marx creía que la formación de clases se basaba en el acceso a la propiedad privada. Por el contrario, Dahrendorf argumentó que la formación de clases siempre se basaba en la autoridad. Definió la autoridad como una faceta de las organizaciones sociales y como un elemento común de las estructuras sociales. También hay otra diferencia entre Marx y Dahrendorf con respecto a la estructura de las sociedades. Dahrendorf creía que la sociedad tenía dos aspectos: consenso y conflicto, estabilidad y cambio, orden y disensión, integración y conflicto, y finalmente consenso y restricción. Los veía a todos ellos como los aspectos dobles de la sociedad. En este punto, Dahrendorf afirmó que la sociedad no podría sobrevivir sin el consenso y el conflicto. Lo sintió así porque sin conflicto no puede haber consenso, y aunque el consenso conduce al conflicto, el conflicto también conduce al consenso.